# Гуано, Гобе
Гобе Гуано (фр. Gobé Gouano; родился 10 декабря 2000, Иври-сюр-Сен) — французский футболист ивуарийского происхождения, нападающий швейцарского клуба «Арау».

## Клубная карьера
Гуано дебютировал в основном составе «Монако» 6 ноября 2018 года в матче Лиги чемпионов против «Брюгге», выйдя на замену Радамелю Фалькао.

## Карьера в сборной
22 июня 2018 года Гуано дебютировал в составе сборной Франции до 18 лет в игре против сборной Турции.

## Статистика выступлений
| Клуб             | Сезон            | Лига             | Лига | Лига | Кубок страны | Кубок страны | Кубок лиги | Кубок лиги | Еврокубки | Еврокубки | Прочие | Прочие | Итого | Итого |
| Клуб             | Сезон            | Дивизион         | Игры | Голы | Игры         | Голы         | Игры       | Голы       | Игры      | Голы      | Игры   | Голы   | Игры  | Голы  |
| ---------------- | ---------------- | ---------------- | ---- | ---- | ------------ | ------------ | ---------- | ---------- | --------- | --------- | ------ | ------ | ----- | ----- |
| Монако           | 2018/19          | Лига 1           | 0    | 0    | 0            | 0            | 0          | 0          | 1         | 0         | 0      | 0      | 1     | 0     |
| Всего за карьеру | Всего за карьеру | Всего за карьеру | 0    | 0    | 0            | 0            | 0          | 0          | 1         | 0         | 0      | 0      | 1     | 0     |